# Bélgica nos Jogos Olímpicos de Verão de 2024
Bélgica participou dos Jogos Olímpicos de Verão de 2024, realizados em Paris, na França. Foi a 28.ª aparição do país nos Jogos Olímpicos de Verão desde a estreia em Paris 1900, sendo representado por 172 atletas que competiram em 21 esportes.
Conquistou dez medalhas, sendo três de ouro, uma de prata e seis de bronze. Nafissatou Thiam no heptatlo feminino do atletismo e Remco Evenepoel nas provas de contrarrelógio e corrida em estrada masculino do ciclismo conquistaram os títulos olímpicos para a Bélgica. Além das duas medalhas de Evenepoel, o ciclismo obteve outras três medalhas de bronze, sendo a modalidade mais destacada para a delegação em Paris.

## Medalhas
| Atleta                | Esporte   | Evento                             | Medalha |
| --------------------- | --------- | ---------------------------------- | ------- |
| Remco Evenepoel       | Ciclismo  | Estrada contra o relógio masculino | Ouro    |
| Remco Evenepoel       | Ciclismo  | Corrida em estrada masculina       | Ouro    |
| Nafissatou Thiam      | Atletismo | Heptatlo feminino                  | Ouro    |
| Bashir Abdi           | Atletismo | Maratona masculina                 | Prata   |
| Wout van Aert         | Ciclismo  | Estrada contra o relógio masculino | Bronze  |
| Gabriella Willems     | Judô      | Até 70 kg feminino                 | Bronze  |
| Lotte Kopecky         | Ciclismo  | Corrida em estrada feminina        | Bronze  |
| Fabio Van den Bossche | Ciclismo  | Omnium masculino                   | Bronze  |
| Noor Vidts            | Atletismo | Heptatlo feminino                  | Bronze  |
| Sarah Chaâri          | Taekwondo | Até 67 kg feminino                 | Bronze  |

## Competidores
Esta foi a participação por modalidade nesta edição:
| Esporte              | Masculino | Feminino | Total |
| -------------------- | --------- | -------- | ----- |
| Atletismo            | 23        | 20       | 43    |
| Badminton            | 1         | 1        | 2     |
| Basquetebol          | 0         | 12       | 12    |
| Boxe                 | 2         | 1        | 3     |
| Canoagem             | 1         | 2        | 3     |
| Ciclismo             | 11        | 10       | 21    |
| Escalada esportiva   | 1         | 0        | 1     |
| Esgrima              | 1         | 0        | 1     |
| Ginástica            | 3         | 2        | 5     |
| Golfe                | 2         | 1        | 3     |
| Halterofilismo       | 0         | 1        | 1     |
| Hipismo              | 5         | 5        | 10    |
| Hóquei sobre a grama | 19        | 19       | 38    |
| Judô                 | 3         | 1        | 4     |
| Natação              | 1         | 3        | 4     |
| Remo                 | 3         | 0        | 3     |
| Taekwondo            | 0         | 1        | 1     |
| Tênis                | 3         | 0        | 3     |
| Tênis de mesa        | 2         | 0        | 2     |
| Triatlo              | 2         | 2        | 4     |
| Vela                 | 4         | 4        | 8     |
| Total                | 87        | 85       | 172   |